# Kasmira-snapper
De kasmira-snapper of blauwgestreepte snapper (Lutjanus kasmira) is een straalvinnige vis uit de familie van snappers (Lutjanidae), orde van baarsachtigen (Perciformes). Hij vormt op koraalriffen soms scholen van enkele honderden exemplaren.

## Beschrijving
De vis kan een lengte bereiken van 40 centimeter. Deze snappers hebben een spits toelopende bek met scherpe hoektanden en een opvallend gevorkte staart. De felle geel en blauwe tekening is onderwater goed herkenbaar.

## Leefomgeving
Lutjanus kasmira is een zoutwatervis. De soort komt voor in tropische wateren in de Grote en Indische Oceaan en in de Rode Zee, op een diepte van 3 tot 265 meter.

## Relatie tot de mens
Lutjanus kasmira is voor de visserij van aanzienlijk commercieel belang. In de hengelsport wordt er weinig op de vis gejaagd. De soort wordt gevangen voor commerciële aquaria.